# Maurice Guichard
Maurice Guichard (* 3. Dezember 1884 in Meaufles; † 30. Mai 1915 in Écurie) war ein französischer Fußballspieler auf der Position eines Torhüters. Er war zuletzt für US Parisienne und die französische Fußballnationalmannschaft aktiv.

## Karriere

### Verein
Seine Vereinskarriere verbrachte Guichard in seiner französischen Heimat, wo er ab dem Jahr 1903 im Kader des Hauptstadtvereins US Parisienne stand. Ob er dem Verein bereits davor angehörte, ist aus den Quellen ebenso nicht ersichtlich wie genaue Daten über die Anzahl seiner Einsätze. Obwohl der Verein neben Guichard mit Jacques Davy, Marius Royet und Georges Crozier seiner Zeit mehrere Nationalspieler stellte, gelang den Hauptstädtern kein Titel in dem von der Union des sociétés françaises de sports athlétiques organisierten Championnat de Paris. Ob Guichard seine Vereinskarriere nach dem Jahr 1905 beendete, weiterhin im Kader von US Parisienne verblieb oder zu einem anderen Verein wechselte und dort seine Karriere fortführte, ist nicht bekannt.

### Nationalmannschaft
Sein Debüt für die französische Fußballnationalmannschaft gab Guichard am 1. Mai 1904 im Freundschaftsspiel gegen Belgien (3:3). Das vom belgischen Aristokraten Évence Coppée organisierte Spiel, um die französisch-belgische Freundschaft zu fördern, war das erste offizielle Länderspiel sowohl der französischen als auch der belgischen Landesauswahl. Zusammen mit den Vereinsgefährten Jacques Davy und Marius Royet gehört er somit zu jenen elf Spielern, die Frankreich erstmals in einen Länderspiel repräsentierten Seinen letzten Einsatz im Trikot der Les Bleus bestritt Guichard ein Jahr später am 12. Februar 1905, unter Trainer und FIFA-Präsident Robert Guérin, im Freundschaftsspiel gegen die Mannschaft aus der Schweiz (1:0).